# François Bureloup
François Bureloup est un acteur français, né le 23 juillet 1969 à Soyaux (Charente)

## Filmographie

### Cinéma

#### Courts-métrages
- 2006 : Le Mozart des pickpockets de Philippe Pollet-Villard : l'inspecteur de police
- 2007 : Retour à Labradoria de Thomas Pousson : le directeur
- 2010 : N d'Olivier Jean : le producteur
- 2014 : Killing Mélanie Machin d'Aymeric Goetschy : Luc Dardenne
- 2014 : Je suis Albert Dubreuil de Julien Joannel et Amélie Souteyrand : Albert Dubreuil
- 2022 : Parking d'Axel Ransac : Boris Sébastien

#### Longs métrages
- 2009 : Le Séminaire de Charles Nemes : le conducteur du TGV
- 2009 : Banlieue 13 : Ultimatum de Patrick Alessandrin : le planton de la préfecture
- 2009 : La Sainte Victoire de François Favrat : le journaliste d'iTV
- 2010 : La Rafle de Roselyne Bosch : M. Joyeux
- 2011 : Low Cost de Maurice Barthélémy : Pierre
- 2011 : Le Marquis de Dominique Farrugia : Vincent Roucher
- 2011 : Intouchables d'Éric Toledano et Olivier Nakache : un candidat au poste d'auxiliaire de vie de Philippe
- 2012 : Parlez-moi de vous de Pierre Pinaud : Bernard Goulain
- 2012 : Bowling de Marie-Castille Mention-Schaar : Yves
- 2012 : Les Kaïra de Franck Gastambide : Bernard
- 2012 : Cloclo de Florent-Emilio Siri : le directeur Cartier
- 2012 : Superstar de Xavier Giannoli : homme du centre commercial
- 2012 : Stars 80 de Frédéric Forestier et Thomas Langmann : directeur du supermarché
- 2012 : Les Seigneurs de Olivier Dahan : Kernel
- 2013 : Pas très normales activités de Maurice Barthélemy : Gourvenec
- 2013 : Denis de Lionel Bailliu : Le notaire
- 2013 : Prêt à tout de Nicolas Cuche : Napoléon
- 2014 : Les Francis de Fabrice Begotti : le commandant de la gendarmerie
- 2014 : Sous les jupes des filles d'Audrey Dana : le cancérologue
- 2015 : Le Goût des merveilles d'Éric Besnard : le patron du bar
- 2015 : La Vie très privée de Monsieur Sim de Michel Leclerc : Patrio Biobuccal
- 2016 : La Vache de Mohamed Hamidi : un fonctionnaire de police
- 2016 : Les Visiteurs : La Révolution de Jean-Marie Poiré : Georges Couthon
- 2016 : Ils sont partout d'Yvan Attal : le client du bar
- 2016 : Cigarettes et Chocolat chaud de Sophie Reine : le directeur d'Intermarché
- 2017 : Raid dingue de Dany Boon : le patron du café
- 2017 : Des amours, désamour de Dominic Bachy : Anatole
- 2017 : Marie-Francine de Valérie Lemercier : l'agent immobilier
- 2017 : La Deuxième Étoile de Lucien Jean-Baptiste : Louis Duval
- 2018 : Les Tuche 3 d'Olivier Baroux : Angela Merkel
- 2019 : Place des victoires de Yoann Guillouzouic : le client du bar
- 2021 : Envole-moi de Christophe Barratier : M. Rouvier
- 2021 : Flashback de Caroline Vigneaux : le grand-père de Charlie
- 2022 : Jumeaux mais pas trop d'Olivier Ducray et Wilfried Meance : Jean
- 2024 : Opération Portugal 2 : La Vie de château de Frank Cimière : le majordome
- 2024 : Finalement de Claude Lelouch : le détective
- 2024 : On aurait dû aller en Grèce de Nicolas Benamou : Le chef du GIGN

### Télévision

#### Séries et téléfilms
- 2009 : Reporters : le rédacteur en chef "Étranger" (dans 3 épisodes)
- 2009 : Blanche Maupas, téléfilm de Patrick Jamain : l'officier
- 2010 : Caméra Café 2 (série télévisée) : Maxime Courteau
- 2010 : Avocats et Associés, épisode Retrouvailles : avocat Marlin
- 2011 : Les Beaux Mecs (série télévisée de 8 épisodes) de Gilles Bannier : Léon Berthier jeune
- 2012 : Fais pas ci, fais pas ça, épisode L'effet Tatiana : Pageot
- 2013 à 2019 : Cherif : Joël Baudemont
- 2013 : La Croisière (série télévisée) de Pascal Lahmani : Patrick Sauvignon
- 2013 : Détectives, épisode Le sourire d'Abou : Axel Morlay
- 2014 : Profilage, épisode Poupée russe : Tardieu
- 2015 : Soda : Le Rêve américain de Nath Dumont
- 2015 : Hard (saison 3)
- 2015 : Le juge est une femme, épisode Intime conviction : Eric Colbert
- 2016 : Section de recherches, épisode Le roi du carnaval : Sébastien Moreau
- 2017 : Nina, épisode Un dernier verre : Gilles Roulier
- 2017 : Holly Weed (série sur OCS) de Laurent de Vismes : Le pêcheur
- 2017 : Presque adultes, épisode La Mammographie : le médecin
- 2019 : Philharmonia de Louis Choquette : Giacomo Julien
- 2020 : Le Canal des secrets de Julien Zidi : Morin
- 2020 : Il a déjà tes yeux de Lucien Jean-Baptiste (série télévisée) : le policier municipal
- 2020 : Cassandre, épisode Temps mort : Michel Destraz
- 2020 : Le juge est une femme, épisode Rumeurs : Patrick Briard
- 2020 : Meurtres en Berry de Floriane  Crepin : Le légiste
- 2021 : Capitaine Marleau, épisode Claire obscur de Josée Dayan : Bernardet
- 2021 : Meurtres au Mont-Saint-Michel de Marie-Hélène Copti : le légiste
- 2021 : Mauvaises graines de Thierry Petit : Benoist Hurel
- 2021 : Le Code de Jean-Christophe Delpias : M. Garcia
- 2022 : L'Amour (presque) parfait de Pascale Pouzadoux : Marcel Pradel
- 2022 : Les Enfants des justes de Fabien Onteniente : Le Trochu
- 2022 : Dans l'ombre des dunes de Philippe Dajoux : Dufau
- 2022 : Un si grand soleil : Philippe Verneuil
- 2022 : Diane de Poitiers de Josée Dayan : Sanguin, cardinal du pape Clément VII
- 2022 : Le Village des endormis de Philippe Dajoux : le directeur de l'hôpital
- 2022 : Capitaine Marleau de Josée Dayan, épisode Follie's : Armand Chevillard
- 2023 : Adieu vinyle de Josée Dayan : un chauffeur de taxi
- 2023 : Mort sur la piste de Philippe Dajoux : le légiste
- 2023 : En famille (série télévisée) : le peintre
- 2023 : Pax Massilia d'Olivier Marchal : André Ceritti
- 2024 : Le Daron de Frank Bellocq : Edouard Leminski
- 2024 : Sur la dalle de Josée Dayan : Uranus
- 2024 : Père Noël à domicile de Manu Joucla : le patron d'Enzo

### Internet
- 2008 : Putain de série ! : Jerry

### Jeu télévisé
- 2025 : Tout le monde veut prendre sa place : candidat (arrivé en finale face au champion)

## Théâtre
- 2018 : Trois hommes et un couffin, de et mise en scène Coline Serreau, théâtre du Gymnase
- 2019 : Jacques et son maître de Milan Kundera, mise en scène Nicolas Briançon, Festival d'Anjou
- 2019 : Sept ans de réflexion de George Axelrod, mise en scène Stéphane Hillel, théâtre des Bouffes Parisiens
- 2022 : Augustin Mal n'est pas un assassin, de Julie Douard, mise en scène Olivier Lopez, Théâtre des Halles Avignon (festival OFF 2022) "Polar" 2022 du Meilleur Spectacle Théâtral / Festival Polar de Cognac.

## Doublage
- 2024 : Cent Ans de solitude : Gerineldo Márquez (Edwin Zamorano Prado)